# Ait Ouassif
Ait Ouassif  (in arabo أيت واسيف‎?) è un centro abitato e comune rurale del Marocco situato nella provincia di Tinghir, regione di Drâa-Tafilalet. Conta una popolazione di 8 246 abitanti (censimento 2014).